# 이화경향음악콩쿠르
이화경향음악콩쿠르는 이화여자고등학교와 경향신문이 주최하는 대한민국의 음악 경연대회로, 첫 대회는 1952년 11월에 이화여자고등학교의 부산광역시 임시 교사에서 열렸다. 초등부만 있었으나 중등부, 고등부, 대학부가 차례대로 신설되었다.

## 역대 특상 & 1등 수상자

### 특상
| 연도   |        | 학년     | 부문     | 이름 |
| ------ | ------ | -------- | -------- | ---- |
| 1952년 | 초등부 | 바이올린 | 이희춘   |      |
| 1953년 | 초등부 | 피아노   | 윤경자   |      |
| 1954년 | 초등부 | 바이올린 | 박경자   |      |
| 1954년 | 초등부 | 첼로     | 정명화   |      |
| 1955년 | 초등부 | 피아노   | 박현자   |      |
| 1956년 | 초등부 | 피아노   | 이경숙   |      |
| 1957년 | 초등부 | 피아노   | 민초혜   |      |
| 1958년 | 초등부 | 바이올린 | 정경화   |      |
| 1959년 | 초등부 | 바이올린 | 김남윤   |      |
| 1960년 | 초등부 | 바이올린 | 김경실   |      |
| 1963년 | 초등부 | 바이올린 | 최한원   |      |
| 1964년 | 초등부 | 바이올린 | 강동석   |      |
| 1965년 | 초등부 | 바이올린 | 최영선   |      |
| 1966년 | 초등부 | 바이올린 | 이성주   |      |
| 1967년 | 초등부 | 바이올린 | 신도영   |      |
| 1968년 | 초등부 | 바이올린 | 김진     |      |
| 1969년 | 중등부 | 피아노   | 이상미   |      |
| 1970년 | 초등부 | 피아노   | 서혜경   |      |
| 1970년 | 중등부 | 피아노   | 김향자   |      |
| 1971년 | 초등부 | 바이올린 | 피호영   |      |
| 1971년 | 중등부 | 바이올린 | 이상순   |      |
| 1974년 | 초등부 | 피아노   | 김경희   |      |
| 1974년 | 중등부 | 바이올린 | 김경민   |      |
| 1975년 | 초등부 | 피아노   | 이정은   |      |
| 1975년 | 초등부 | 첼로     | 황백순   |      |
| 1975년 | 중등부 | 피아노   | 이정은   |      |
| 1975년 | 중등부 | 종합특상 | 김수연   |      |
| 1976년 | 초등부 | 종합특상 | 안마가렛 |      |
| 1976년 | 중등부 | 종합특상 | 엄주     |      |
| 1984년 | 초등부 | 종합특상 | 김현아   |      |

### 1등 초등부
| 연도   |                 | 피아노          | 바이올린        | 첼로          | 클라리넷        | 플루트 |
| ------ | --------------- | --------------- | --------------- | ------------- | --------------- | ------ |
| 1952년 | 김덕주          | 없음            | 시상하지 않음   | 시상하지 않음 | 시상하지 않음   |        |
| 1953년 | 없음            | 없음            | 시상하지 않음   | 시상하지 않음 | 시상하지 않음   |        |
| 1954년 | 김정자          | 없음            | 시상하지 않음   | 시상하지 않음 | 시상하지 않음   |        |
| 1955년 | 조성미          | 김영옥          | 시상하지 않음   | 시상하지 않음 | 시상하지 않음   |        |
| 1956년 | 한명심          | 없음            | 시상하지 않음   | 시상하지 않음 | 시상하지 않음   |        |
| 1957년 | 김덕주          | 없음            | 시상하지 않음   | 시상하지 않음 | 시상하지 않음   |        |
| 1958년 | 윤미경          | 없음            | 시상하지 않음   | 시상하지 않음 | 시상하지 않음   |        |
| 1959년 | 김현숙          | 김금모          | 시상하지 않음   | 시상하지 않음 | 시상하지 않음   |        |
| 1960년 | 신명원          | 박은자          | 이영주          | 시상하지 않음 | 없음            |        |
| 1961년 | 장유경 · 안영자 | 윤숙경          | 주은주          | 시상하지 않음 | 시상하지 않음   |        |
| 1962년 | 안희숙          | 강호상          | 시상하지 않음   | 노순호        | 없음            |        |
| 1963년 | 이영인          | 없음            | 없음            | 시상하지 않음 | 시상하지 않음   |        |
| 1964년 | 황은영          | 없음            | 윤희경          | 시상하지 않음 | 없음            |        |
| 1965년 | 서정임          | 조영미          | 김기하          | 시상하지 않음 | 시상하지 않음   |        |
| 1966년 | 오봉희          | 이희태          | 김기혜          | 시상하지 않음 | 없음            |        |
| 1967년 | 김영호          | 없음            | 문숙경          | 시상하지 않음 | 임미수라        |        |
| 1968년 | 송인복 · 김정란 | 곽병국          | 신미애          | 시상하지 않음 | 노미애          |        |
| 1969년 | 박선혜 · 이혜경 | 김희수          | 조영창          | 시상하지 않음 | 홍화희          |        |
| 1970년 | 이미주          | 김창균          | 지은주          | 시상하지 않음 | 박명조          |        |
| 1971년 | 우혜원          | 강대식          | 전경미          | 시상하지 않음 | 김효정          |        |
| 1972년 | 백희영          | 김광군          | 홍성은          | 시상하지 않음 | 이혜선          |        |
| 1973년 | 최현숙          | 강혜선          | 김유식          | 시상하지 않음 | 시상하지 않음   |        |
| 1974년 | 손은수          | 한미혜          | 지진경          | 시상하지 않음 | 없음            |        |
| 1975년 | 최은희          | 함춘승          | 없음            | 시상하지 않음 | 송영지          |        |
| 1976년 | 서주희          | 이소연          | 김원희          | 시상하지 않음 | 유성원          |        |
| 1977년 | 송당선          | 선형훈          | 현정혜          | 시상하지 않음 | 박의경          |        |
| 1978년 | 박수진          | 김이정          | 김이선          | 시상하지 않음 | 홍은숙          |        |
| 1979년 | 심은하          | 김정주          | 양윤정          | 시상하지 않음 | 김혜연          |        |
| 1980년 | 권마리          | 박철인          | 김소혜          | 시상하지 않음 | 이정현          |        |
| 1981년 | 유주연 · 노인희 | 김지연          | 안마리아        | 시상하지 않음 | 윤혜리          |        |
| 1982년 | 유소영          | 배상은          | 이정민          | 시상하지 않음 | 김인하          |        |
| 1983년 | 이시연          | 윤성원          | 성현정          | 시상하지 않음 | 없음            |        |
| 1984년 | 박민경          | 없음            | 우지연          | 시상하지 않음 | 없음            |        |
| 1985년 | 박경원          | 문바래니        | 양욱진          | 시상하지 않음 | 목정윤          |        |
| 1986년 | 강원선          | 윤소연          | 송영훈          | 시상하지 않음 | 없음            |        |
| 1987년 | 황지원          | 조유리          | 최정주          | 시상하지 않음 | 없음            |        |
| 1988년 | 박종경          | 원형준          | 없음            | 시상하지 않음 | 정갑용          |        |
| 1989년 | 최유진          | 이주진          | 강문선          | 시상하지 않음 | 정유미          |        |
| 1990년 | 유지연          | 최재원          | 백나영          | 시상하지 않음 | 박지은          |        |
| 1991년 | 신희진          | 없음            | 김성영          | 손지은        | 조선랑          |        |
| 1992년 | 홍지민          | 신희선          | 송보영          | 김은경        | 김수연          |        |
| 1993년 | 김소연          | 주혜정          | 김정은          | 한희정        | 최민영          |        |
| 1994년 | 방재연          | 조윤정          | 정혜민          | 김이진        | 한민경          |        |
| 1995년 | 이주미          | 이부미          | 김준환          | 없음          | 손현선          |        |
| 1996년 | 손소정          | 허선            | 고봉인          | 최지혜        | 손유빈          |        |
| 1997년 | 유미향          | 김혜진          | 황소진          | 조동현        | 김경            |        |
| 1998년 | 이고은          | 양정윤          | 없음            | 김영수        | 성해라 · 염주희 |        |
| 1999년 | 권혜진          | 신현수 · 홍의연 | 박진영          | 장종선        | 안영지          |        |
| 2000년 | 김선욱          | 김휘은          | 홍은선          | 조건희        | 조은진          |        |
| 2001년 | 김윤지          | 장유진          | 김세희          | 정재연        | 승경훈 · 박예은 |        |
| 2002년 | 박상아          | 이재욱          | 이윤주 · 강보람 | 유주용        | 조성현          |        |
| 2003년 | 정태민          | 설민경          | 조선행 · 최민지 | 이진아        | 김민지          |        |
| 2004년 | 전용훈          | 이재은          | 원민지          | 최세영        | 유지원          |        |
| 2005년 | 박선현          | 임서현          | 이상은          | 하유선        | 없음            |        |
| 2006년 | 조성진          | 최정민          | 김민지          | 정유진        | 김한중          |        |
| 2007년 | 이경아          | 양인모          | 이영광          | 김한          | 송다인          |        |
| 2008년 | 김지영          | 강유경          | 윤지영          | 이세원        | 김수현          |        |
| 2009년 | 김강태          | 윤정환          | 허자경          | 손현조        | 김유빈          |        |
| 2010년 | 김나연          | 서유민          | 나영인          | 장여송        | 이예나          |        |
| 2011년 | 박민혁          | 진예훈          | 양상아          | 정수관        | 윤수정          |        |

- 독창 부문은 1952년부터 1961년까지 시상하였다.

| 연도   |        | 독창 |
| ------ | ------ | ---- |
| 1952년 | 홍순주 |      |
| 1953년 | 신기자 |      |
| 1956년 | 김혜경 |      |
| 1957년 | 경은자 |      |
| 1958년 | 박세원 |      |
| 1959년 | 한혜경 |      |
| 1960년 | 장순영 |      |
| 1961년 | 장재덕 |      |

### 1등 중등부
- 중등부는 1969년부터 시상하였으며 플루트 부문은 1970년, 클라리넷 부문은 1991년부터 치르기 시작하였다.

| 연도   |                 | 피아노   | 바이올린        | 첼로            | 클라리넷        | 플루트 |
| ------ | --------------- | -------- | --------------- | --------------- | --------------- | ------ |
| 1969년 | 백향숙          | 박향준   | 신미애          | 시상하지 않음   | 시상하지 않음   |        |
| 1970년 | 고수경          | 없음     | 없음            | 시상하지 않음   | 없음            |        |
| 1971년 | 최동미 · 김정미 | 이일순   | 없음            | 시상하지 않음   | 신혜원          |        |
| 1972년 | 김희선          | 권희정   | 시상하지 않음   | 시상하지 않음   | 시상하지 않음   |        |
| 1973년 | 이윤미          | 없음     | 홍성은          | 시상하지 않음   | 김효정          |        |
| 1974년 | 박성미          | 배은화   | 최은영 · 신동은 | 시상하지 않음   | 없음            |        |
| 1975년 | 김대진          | 없음     | 없음            | 시상하지 않음   | 이상선          |        |
| 1976년 | 현승희          | 함혜영   | 없음            | 시상하지 않음   | 노현정          |        |
| 1977년 | 김수지          | 없음     | 임경원          | 시상하지 않음   | 송영지          |        |
| 1978년 | 조문숙          | 신정원   | 한혜선          | 시상하지 않음   | 박의경          |        |
| 1979년 | 김연희          | 김안나   | 황선진          | 시상하지 않음   | 정가영          |        |
| 1980년 | 유수현          | 이경선   | 이혜경          | 시상하지 않음   | 최수은          |        |
| 1981년 | 최회연 · 김부소 | 문유진   | 여미혜          | 시상하지 않음   | 정가영          |        |
| 1982년 | 피경선          | 조인상   | 이숙정          | 시상하지 않음   | 홍은숙          |        |
| 1983년 | 최희정          | 유은혜   | 이성은          | 시상하지 않음   | 윤혜리          |        |
| 1984년 | 임보미          | 신현주   | 김소현          | 시상하지 않음   | 최은정          |        |
| 1985년 | 손은정          | 배상은   | 이수현          | 시상하지 않음   | 김인하          |        |
| 1986년 | 김원            | 김원지   | 성현정          | 시상하지 않음   | 이윤영          |        |
| 1987년 | 박성열 · 김성연 | 홍나리   | 송영훈          | 시상하지 않음   | 이주희          |        |
| 1988년 | 박휘암          | 김유진   | 김해은          | 시상하지 않음   | 허정은          |        |
| 1989년 | 박종경 · 임정난 | 김홍준   | 최정은          | 시상하지 않음   | 안명숙          |        |
| 1990년 | 김수진          | 최서완   | 라윤주          | 시상하지 않음   | 박서영          |        |
| 1991년 | 이지민          | 없음     | 없음            | 이승신          | 허서연          |        |
| 1992년 | 우지연          | 서진희   | 김두민          | 선우지현        | 임정선          |        |
| 1993년 | 권수진          | 최민선   | 이유정          | 채재일          | 신주연          |        |
| 1994년 | 구혜영          | 윤성원   | 주연선          | 채원경          | 김수연          |        |
| 1995년 | 구주원          | 백지연   | 없음            | 김민이          | 이지혜          |        |
| 1996년 | 이정아          | 김근화   | 없음            | 박미화          | 없음            |        |
| 1997년 | 김희성          | 이선정   | 최경은          | 임상우          | 박지현          |        |
| 1998년 | 조혜정          | 김남훈   | 없음            | 김은경          | 이지혜          |        |
| 1999년 | 이효주          | 임창호   | 노윤진          | 조동현          | 나상아          |        |
| 2000년 | 손열음 · 서한나 | 양윤정   | 하세연 · 김지은 | 이새롬          | 서선미리        |        |
| 2001년 | 홍지환          | 유신혜   | 장하얀          | 김상윤          | 없음            |        |
| 2002년 | 김보람 · 김예담 | 이마리솔 | 강승민          | 장종선          | 안영지          |        |
| 2003년 | 선우예권        | 권명혜   | 유소향          | 장재영          | 조은진          |        |
| 2004년 | 손정범          | 고은애   | 안영주          | 정재연          | 조성현          |        |
| 2005년 | 김준희          | 권그림   | 배연지          | 지병률          | 김범재          |        |
| 2006년 | 김현정          | 위지만   | 안예진          | 이진아          | 김예성 · 이예림 |        |
| 2007년 | 류은실          | 이재형   | 조은            | 김민아 · 정유진 | 장형진          |        |
| 2008년 | 신창용          | 이근화   | 조민석          | 장수옥          | 없음            |        |
| 2009년 | 손아진          | 손민지   | 없음            | 박병호          | 박주형          |        |
| 2010년 | 권민지 · 박진형 | 김은지   | 박주호          | 김나윤          | 김유빈          |        |
| 2011년 | 김은성          | 박규민   | 없음            | 손민            | 김자영          |        |

### 고등부
- 고등부는 1997년부터 시상하였으며 성악 부문은 2007년부터 치르기 시작하였다.

| 연도   |                 | 성악 (남)       | 성악 (여)       | 피아노 | 바이올린        | 첼로   | 클라리넷        | 플루트 |
| ------ | --------------- | --------------- | --------------- | ------ | --------------- | ------ | --------------- | ------ |
| 1997년 | 시상하지 않음   | 시상하지 않음   | 김희성          | 이선정 | 최경은          | 임상우 | 박지현          |        |
| 1998년 | 시상하지 않음   | 시상하지 않음   | 조혜정          | 김남훈 | 없음            | 김은경 | 이지혜          |        |
| 1999년 | 시상하지 않음   | 시상하지 않음   | 김준            | 조가현 | 김원정 · 김소연 | 이민나 | 김상애          |        |
| 2000년 | 시상하지 않음   | 시상하지 않음   | 김진욱          | 송지민 | 정혜민          | 지현배 | 없음            |        |
| 2001년 | 시상하지 않음   | 시상하지 않음   | 박찬호          | 없음   | 현혜선          | 김일지 | 나상룡          |        |
| 2002년 | 시상하지 않음   | 시상하지 않음   | 신지연          | 정원영 | 김아림          | 없음   | 오은지          |        |
| 2003년 | 시상하지 않음   | 시상하지 않음   | 김태형          | 김혜연 | 차은광          | 없음   | 유지홍          |        |
| 2004년 | 시상하지 않음   | 시상하지 않음   | 권은진 · 원재연 | 없음   | 이지영          | 송미선 | 이진아          |        |
| 2005년 | 시상하지 않음   | 시상하지 않음   | 신효건          | 이정민 | 없음            | 윤보라 | 김민경          |        |
| 2006년 | 시상하지 않음   | 시상하지 않음   | 김종윤          | 없음   | 배형석          | 장재영 | 김소연          |        |
| 2007년 | 이현규 · 우종범 | 최예슬          | 정다현 · 이민성 | 신정은 | 안영주          | 김혜진 | 없음            |        |
| 2008년 | 조민규          | 손나래 · 권상미 | 박근태          | 없음   | 마유경          | 심규호 | 김문소          |        |
| 2009년 | 김정민          | 박진경          | 정설영          | 김소정 | 안예진          | 김길우 | 김예성          |        |
| 2010년 | 안정민          | 이혜진          | 김미솔          | 이경민 | 이길재          | 임지연 | 손예진 · 차홍서 |        |
| 2011년 | 김세영          | 길윤수          | 전성진          | 민경지 | 김민지          | 홍세화 | 양미현          |        |

### 대학부
- 대학부는 2007년부터 시상하였고 성악 부문만 치른다.

| 연도   |        | 성악 (남) | 성악 (여) |
| ------ | ------ | --------- | --------- |
| 2007년 | 김은국 | 장혜지    |           |
| 2008년 | 없음   | 없음      |           |
| 2009년 | 최병혁 | 김주혜    |           |
| 2010년 | 문세훈 | 없음      |           |
| 2011년 | 없음   | 없음      |           |